# Metopius seyrigi
Metopius seyrigi är en stekelart som beskrevs av Pierre L. G. Benoit 1961. Metopius seyrigi ingår i släktet Metopius och familjen brokparasitsteklar. Inga underarter finns listade i Catalogue of Life.